# Henry-René-Marie Picot de Peccaduc
Henry-René-Marie Picot de Peccaduc (Grand-Fougeray, 1º febbraio 1770 – Parigi, 6 luglio 1826) è stato un nobile e militare francese. Di nobili natali, visse il periodo della rivoluzione francese seguendo prima la causa realista, emigrando dalla Francia, e poi servendo la Confederazione del Reno sino alla sua caduta. È anche noto come visconte di Picot, per differenziarlo dal fratello maggiore Pierre.

## Biografia
Fratello minore del ben più noto generale Pierre-Marie-Auguste, Henri nacque nei primi anni settanta del Settecento. Suo padre era il conte Pierre-Jean-Baptiste Picot de Peccaduc (1733-1792), parlamentare rappresentante della Bretagna, mentre sua madre era Angélique-Marguerite de La Cheviére.
Avviato come il fratello alla carriera militare, prese servizio nel 1787, nel reggimento di Guadalupa, dove rimase sino al 1791, anno in cui emigrò, manifestando la propria opposizione agli ideali rivoluzionari, cosa che fecero anche i suoi fratelli maggiori, uno dei quali, Placide, morì nel 1793 in battaglia seguendo la causa realista. Si unì quindi all'esercito dei principi e combatté contro le truppe regolari francesi. Combatté servendo l'esercito inglese, inizialmente tra le file delle armate al comando del principe d'Orange, sino a che, nel 1795, i Paesi Bassi furono conquistati dalla Francia. Rimase al servizio della corona britannica sino al 1802. Passato un periodo di inattività, riprese servizio nel 1808, arruolandosi nell'esercito della Confederazione del Reno. Sotto questa bandiera servì in Catalogna e in Russia.
Nel 1813, divenuto nel frattempo generale di brigata, era a capo della guarnigione di Dresda, quando questa si arrese nel corso della campagna di Germania, diventando un prigioniero di guerra in Ungheria. Fatto ritorno in Francia nel 1814, si mise nuovamente al servizio dei Borbone, su proposta della stessa casa reale, con il grado di colonnello di fanteria. Durante i Cento giorni, fece licenziare per intero il proprio battaglione, messo a difesa della Senna, prima che Bonaparte potesse prendere nuovamente il trono e rimase inattivo sino alla sua definitiva abdicazione.
Il 25 aprile 1821 fu decorato con il grado di feldmaresciallo. Infine, due anni più tardi, prese parte alla spedizione di Spagna del 1823. Fu inoltre decorato con l'Ordine reale e militare di San Luigi e con la Legion d'Onore. Si spense nel 1826.